# 卡洛瓦街

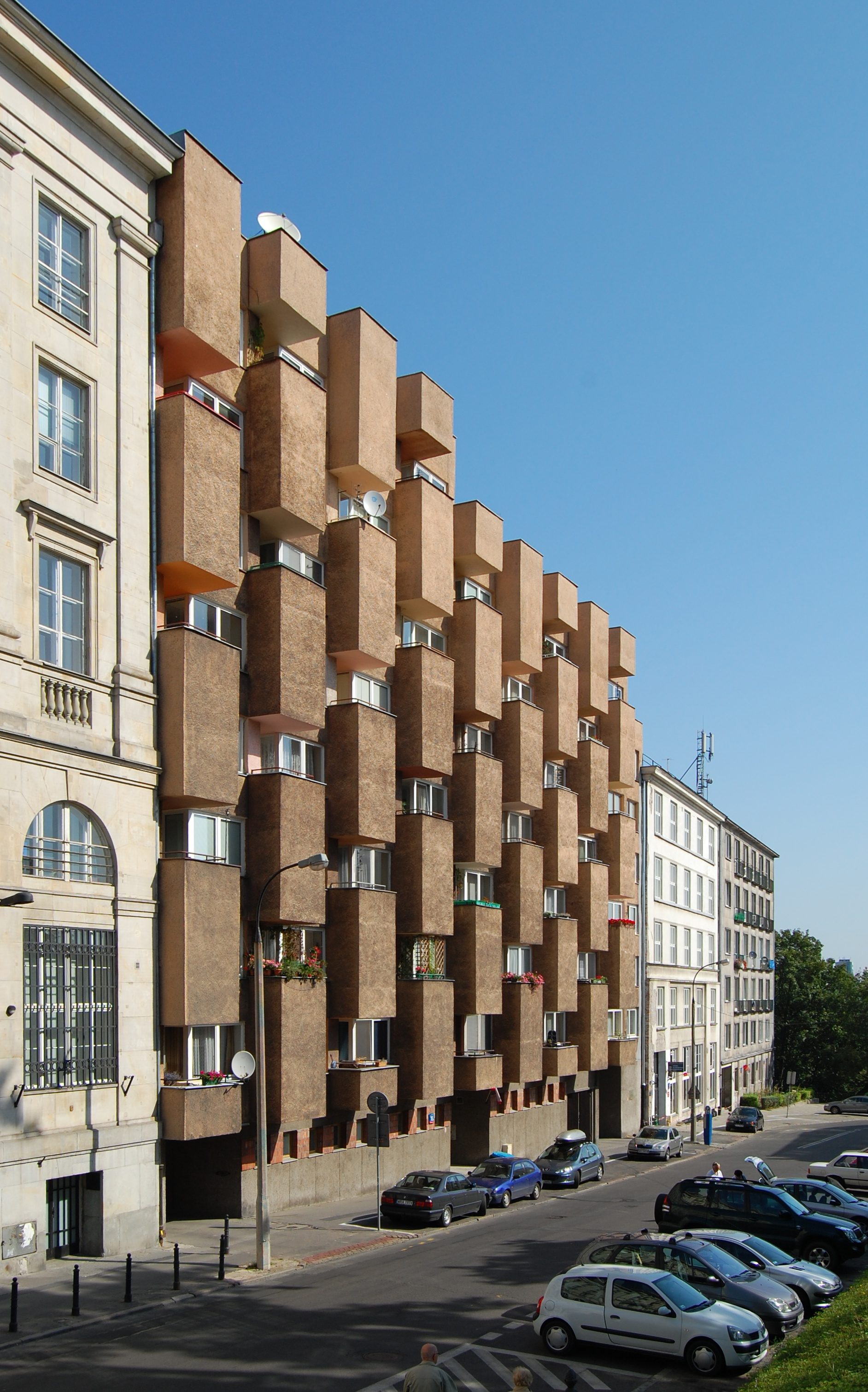
卡洛瓦街18号

卡洛瓦街（波兰语：Ulica Karowa）是波兰华沙市中心区的一条街道，从科希丘什科滨河路（Wybrzeże Kościuszkowskie）延伸至克拉科夫郊区街（Krakowskiego Przedmieścia）。

## 名称由来
街道名称源自18世纪设立在此的"Magazyn Karowy"（垃圾清运公司）的临时车库和马厩。"Kara"在波兰语中意为用于运送垃圾的车辆。

## 历史
19世纪末，该街是连接华沙上城和维斯瓦河畔地区（Powiśle）为数不多的通道之一。
1851-1855年间，在街道入口处建造了马可尼（Marconi）自来水系统，并设立了两个街头水龙头。
1900年开始建造螺旋形坡道，1904年完工，连接华沙河岸斜坡与专门修建的路堤。
1935年，开始规划以该街为轴线的毕苏斯基元帅大桥，原计划1941年开工，但未能实现。
1945年2月，红军工兵在街道尽头建造了一座维斯瓦河上的临时高水位桥梁。
2022-2024年，在该街与普拉加-北区（Praga-Północ）的斯特凡·奥克热伊街（Stefana Okrzei）之间的维斯瓦河上建造了一座人行天桥。